# Tert-Octylamin
tert-Octylamin ist eine chemische Verbindung aus der Gruppe der Alkylamine.

## Gewinnung und Darstellung
tert-Octylamin kann durch Katalyse von Diisobutylen mit Benzylcyanid oder Natriumcyanid in einer Eisessiglösung und anschließende Hydrolyse gewonnen werden.

## Eigenschaften
tert-Octylamin ist eine farblose bis hellbraune Flüssigkeit mit aminartigem Geruch, die löslich in Wasser ist.

## Verwendung
tert-Octylamin wird als Zwischenprodukt zur Herstellung anderer Chemikalien (wie zum Beispiel Insektiziden, Fungiziden und Arzneistoffe) verwendet.